# Amphiura nannodes
Amphiura nannodes är en ormstjärneart som beskrevs av Hubert Lyman Clark 1938. Amphiura nannodes ingår i släktet Amphiura och familjen trådormstjärnor. Inga underarter finns listade i Catalogue of Life.